# Copris spinator
Copris spinator är en skalbaggsart som beskrevs av Edgar von Harold 1881. Copris spinator ingår i släktet Copris och familjen bladhorningar. Inga underarter finns listade i Catalogue of Life.